# Flughafen Conakry

i8
i11
i13
Der Flughafen Conakry (auch Flughafen Gbessia, englisch Ahmed Sékou Touré International Airport oder Gbessia International Airport, IATA-Code: CKY, ICAO-Code: GUCY) ist der Flughafen der Hauptstadt Conakry in Guinea. Er ist der größte Flughafen des Landes und wird durch die Regierung betrieben.

## Geschichte
Der Flughafen wurde 1945 erbaut und er wird ausschließlich zivil genutzt.
Auf dem Flughafen können normalerweise Flugzeuge bis zur Größe des Jumbojet B 747-400 landen und starten.

## Fluggesellschaften und Ziele
Im Linienflugverkehr fliegen zahlreiche Fluggesellschaften Westafrikas nach Conakry. Interkontinental werden Ziele in Mitteleuropa bedient.